# (6583) Destinn
(6583) Destinn est un astéroïde de la ceinture principale.

## Description
(6583) Destinn est un astéroïde de la ceinture principale. Il fut découvert le 21 février 1984 à l'Observatoire Kleť par Antonín Mrkos. Il présente une orbite caractérisée par un demi-grand axe de 2,66 UA, une excentricité de 0,10 et une inclinaison de 6,9° par rapport à l'écliptique.

## Compléments